# James Brown (aktor)
James Brown (ur. 22 marca 1920 w Desdemona, zm. 11 kwietnia 1992 w Woodland Hills) – amerykański aktor filmowy i telewizyjny, występował w roli porucznika Ripa Mastersa z serialu Przygody Rin Tin Tina.

## Życiorys

### Młodość
Brown urodził się w niewielkiej miejscowości Desdemona w stanie Teksas, gdzie jego ojciec, Floyd pracował jako cieśla. Szkołę podstawową ukończył w Waco. Później uczęszczał do Instytutu Schreinera w Kerrville, gdzie nauczył gry w tenisa i śpiewu. Po szkole średniej rozpoczął studia na Uniwersytecie Baylora w Waco.

### Kariera
Po krótkim okresie wyczynowego tenisisty, na początku lat 40. rozpoczął czterdziestoletnią karierę aktorską podczas której wystąpił w ponad sześćdziesięciu filmach i serialach. W 1941 roku zadebiutował w filmie Ride, Kelly, Ride jako medyk, ale nawet nie został wymieniony w napisach. Rok później w Wake Island zagrał rannego porucznika. Jego kolejne kreacje to przeważnie role żołnierzy w filmach wojennych, takich jak: Mściwy jastrząb (1943), Idąc moją drogą (1944), Operacja Birma (1945), czy Piaski Iwo Jimy.
W latach 50. zaczął pojawiać się również w serialach i programach dla dzieci (Przygody Supermana, Sky King i The Lone Ranger). Prawdziwą popularność przyniosła mu jednak rola porucznika Ripleya „Ripa” Mastersa w telewizyjnym serialu Przygody Rin Tin Tina. W późniejszych latach pojawiał się gościnnie m.in. w serialach Route 66, The Virginian, Starsky i Hutch, czy Dallas.
Po raz ostatni pojawił się w 1988 roku w serialu Napisała: Morderstwo, gdzie zagrał dr Gordona Churcha.
Zmarł 11 kwietnia 1992 roku w Woodland Hills po długiej walce z rakiem płuca. Jego ciało zostało skremowane, a prochy rozrzucone nad Pacyfikiem.

## Filmografia

### Filmy
- 1941: Ride, Kelly, Ride jako medyk
- 1942: Wake Island jako ranny porucznik
- 1942: The Forest Rangers jako George Tracy
- 1943: Young and Willing jako Tony Dennison
- 1943: The Good Fellows jako Tom Drayton
- 1943: Corvette K-225 jako porucznik Paul Cartwright
- 1943: Mściwy jastrząb (Air Force) jako porucznik Tex Rader
- 1944: Idąc moją drogą (Going My Way) jako Ted Haines Jr.
- 1944: Our Hearts Were Young and Gay jako Avery Moore
- 1945: Operacja Birma (Objective, Burma!) jako starszy sierżant Treacy
- 1945: Duffy's Tavern jako James Brown
- 1946: Our Hearts Were Growing Up jako Avery Moore
- 1947: The Big Fix jako Ken Williams
- 1947: The Fabulous Texan jako Shep Clayton
- 1948: The Gallant Legion jako Tom Banner
- 1949: Yes Sir That's My Baby jako Tony Cresnovitch
- 1949: Piaski Iwo Jimy (Sands of Iwo Jima) jako starszy szeregowiec Charlie Bass
- 1949: The Younger Brothers jako Bob Younger
- 1949: Anna Lucasta jako Buster
- 1949: Brimstone jako Bud Courteen
- 1950: Between Midnight and Dawn jako Haynes
- 1950: Błyskawica (The Fireball) jako Allen
- 1950: Chain Lightning jako major Hinkle
- 1950: Montana jako Tex Coyne
- 1951: The Wild Blue Yonder jako sierżant Pop Davis
- 1951: Missing Women jako sierżant Mike Pernell
- 1951: The Groom Wore Spurs jako Steve Hall
- 1951: Father Takes the Air jako Bob
- 1951: The Sea Hornet jako Pete Hunter
- 1951: Starlift jako podoficer
- 1952: Tropem koniokradów (Springfield Rifle) jako szeregowiec Ferguson
- 1952: The Pride of St. Louis jako Moose
- 1953: Flight Nurse jako inżynier lotnictwa
- 1953: Woman They Almost Lynched jako Frank James
- 1953: The Charge at Feather River jako szeregowiec Connors
- 1953: Thunder Over the Plains jako Conrad
- 1953: Crazylegs jako Bill
- 1953: The Man Behind the Gun jako porucznik Catliff
- 1954: Narodziny gwiazdy (A Star Is Born) jako Glenn Williams
- 1954: Sea of Lost Ships jako oficer na łodzi
- 1954: The Runaway Bus
- 1957: Pilot odrzutowców (Jet Pilot) jako sierżant
- 1957: The Challenge of Rin Tin Tin jako porucznik Ripley „Rip” Masters
- 1959: Inside the Mafia jako kapitan Doug Blair
- 1959: Moochie of the Little League jako Andy Clinton
- 1961: 20,000 Eyes jako Jerry Manning
- 1961: Gun Street jako szeryf Morton
- 1961: Five Guns to Tombstone jako Billy Wade
- 1961: The Police Dog Story jako Norm Edward
- 1961: Wings of Chance jako Steve Kirby
- 1961: Gun Fight jako Wayne Santley
- 1961: When the Clock Strikes jako Sam Morgan
- 1963: Słodka Irma (Irma la Douce) jako klient z Teksasu
- 1963: The Ceremony jako Gendarme
- 1965: Black Spurs jako szeryf Nemo
- 1965: Town Tamer jako Davis
- 1966: The Rounders jako Luke
- 1968: Żywe tarcze (Targets) jako Robert Thompson Sr.
- 1969: Sam's Song
- 1971: Powderkeg
- 1975: Whiffs jako policjant
- 1976: Adiós amigo
- 1976: Gus jako trener Mammoth
- 1978: Sparrow jako Sam
- 1981: Cud na lodzie (Miracle on Ice) jako dziennikarz

### Seriale
- 1988: Napisała: Morderstwo (Murder, She Wrote) jako dr Gordon Church
- 1978-1989: Dallas jako detektyw Harry McSween
- 1977: Starsky i Hutch (Starsky & Hutch) jako R.J. Crow
- 1975: Barbary Coast jako Stroud
- 1969: The F.B.I. jako Thompson
- 1966: Honey West jako Buster Macon
- 1964: Daniel Boone jako sierżant Quincy
- 1964: Spotkanie z Alfredem Hitchcockiem (The Alfred Hitchcock Hour) jako strażnik więzienny
- 1963: Lassie jako leśniczy Mike McBride / leśniczy Rick McBride
- 1963: Gunsmoke jako Mark Feeney
- 1962-1966: The Virginian jako Lou Sebastian/ Lucky / Mark Fallon
- 1960-1964: Route 66 jako Jim Walsh
- 1959-1973: Bonanza jako chłopak
- 1954-1959: Przygody Rin Tin Tina (The Adventures of Rin Tin Tin) jako porucznik Ripley „Rip” Masters
- 1959: Disneyland jako Andy Clinton
- 1954: Przygody Supermana (Adventures of Superman) jako Jim Carson
- 1952: The Doctor
- 1952: The Lone Ranger jako szeryf Sandy Clifford
- 1952: Sky King jako Matt Reynolds